# Subluxació vertebral
En quiropràctica, una subluxació vertebral significa pressió sobre els nervis, funcions anormals creant una lesió en alguna porció del cos, ja sigui en la seva acció, o en la constitució (definit per DD Palmer i BJ Palmer, fundadors de la quiropràctica), no necessàriament visibles en raigs X.

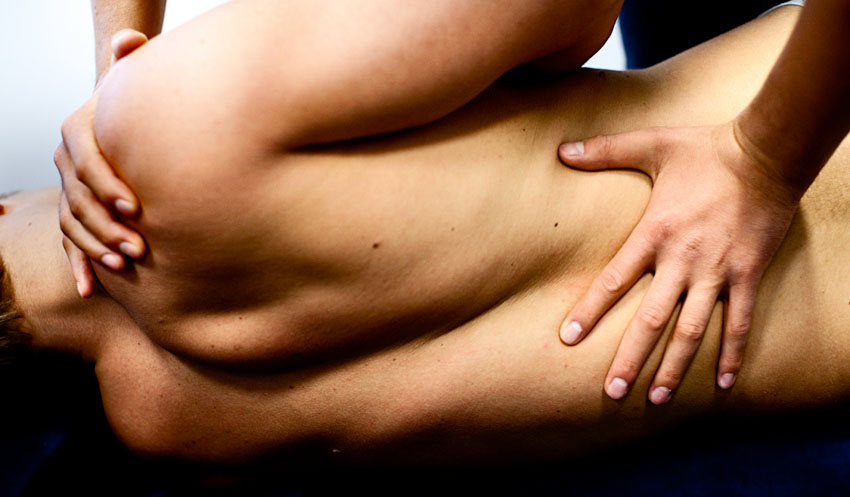
Torsió de la columna amb la intenció de corregir subluxacions vertebrals

Els quiropràctics ortodoxos continuen seguint la tradició de Palmer, afirmant que la subluxació vertebral té efectes considerables sobre la salut i a més afegeix un component visceral a la definició.
L'ús de la paraula subluxació vertebral no s'ha de confondre amb el terme precís emprat en medicina, que considera només les relacions anatòmiques."
Segons l'Organització Mundial de la Salut (OMS), una subluxació és un "desplaçament estructural important" i, per tant, sempre és visible en estudis d'imatge estàtica, com els rajos X. Això contrasta directament amb la creença de la "subluxació vertebral" establerta en la quiropràctica, un camp de tractament alternatiu fora de la medicina general científica, els metges (quiropràctics) no són metges.
La definició exacta de la subluxació en el camp mèdic depèn de la part anatòmica que s'impliqui.

### Denominació
Els quiropràctics fan servir i han fet servir diversos termes per expressar aquest concepte: subluxació, subluxació vertebral (VS), complex de subluxació vertebral (VSC), «subluxacions assassines,» i l'«assassí silenciós».
Els quiropràctics junt amb alguns fisioterapeutes i metges osteopàtics, També han utilitzat un altre terme, "BOOP", que significa "bone out of place."
La definició OMS de la subluxació vertebral quiropràctica és:
"Lesió o disfunció en una articulació o segment mòbil en el qual s'altera l'alineació, la integritat del moviment i / o la funció fisiològica, tot i que el contacte entre superfícies articulars continua intacte. Es tracta essencialment d'una entitat funcional, que pot influir en la integritat biomecànica i neural."
El suposat desplaçament no és necessàriament visible en estudis d'imatge estàtica, com els rajos X. Això contrasta amb la definició mèdica de subluxació espinal que, segons l'OMS, és un "desplaçament estructural important" i, per tant, visible en els rajos X.
A partir del 2014, la Junta Nacional d'Examinadors Quiropràctics afirma:
"El focus específic de la pràctica quiropràctica es coneix com la subluxació quiropràctica o disfunció articular. Una subluxació és una pertorbació per a la salut que es manifesta a les articulacions esquelètiques i, mitjançant relacions anatòmiques i fisiològiques complexes, afecta el sistema nerviós i pot comportar una reducció de la funció, una discapacitat o una malaltia."
El 1996 es va formar una definició oficial consensuada de subluxació. Cooperstein i Gleberzon descriviren la situació: "... tot i que molts de la professió quiropràctica rebutgen el concepte de "subluxació" i eviten l'ús d'aquest terme com a diagnòstic, els presidents d'almenys una dotzena de col·legis de quiropràctics de l'Associació d'Escoles de Quiropràctica (ACC) van desenvolupar una definició consensuada de "subluxació" el 1996. Es llegeix:
"La quiropràctica es preocupa de la preservació i restauració de la salut i posa una atenció especial en la subluxació. Una subluxació és un complex de canvis articulars funcionals i / o estructurals i / o patològics que comprometen la integritat neuronal i poden influir en la funció del sistema dels òrgans i la salut general. Una subluxació és avaluada, diagnosticada i gestionada mitjançant l'ús de procediments quiropràctics basats en les millors proves racionals i empíriques disponibles."
L'any 2001, la Federació Mundial de Quiropràctica, que representava les associacions quiropràctiques nacionals de 77 països, va adoptar aquesta declaració de consens que reafirma la creença en la subluxació vertebral.
Els autors de quiropràctica han criticat el paradigma de l'ACC:
"Tot plegat, les ambigüitats que impregnen les declaracions de l'ACC sobre la subluxació la converteixen en insuficient com a guia per a la investigació clínica... Si les afirmacions de subluxació de l'ACC han tingut èxit com a declaració política està fora de la nostra preocupació aquí. Aquestes afirmacions es van publicar com a veritats a priori (allò que molts quiropràctics tradicionalment han anomenat "principi") i són exemplars de afirmacions científicament injustificades realitzades en molts racons de la professió. No importa si s'ofereixen afirmacions no fonamentades amb finalitats clíniques, polítiques, científiques, educatives, de màrqueting o altres finalitats; quan s'ofereixen sense reconeixement del seu caràcter temptatiu, representen dogmatisme. Afirmem que els intents de fomentar la unitat (entre les escoles o en la professió més àmplia) a costa de la integritat científica, en última instància, són contraproduents. Per descomptat, la manca d'autoritat cultural de la professió es basa en part en la nostra desunió característica. Tanmateix, els intents de generar unitat mitjançant l'adopció d'un dogma comú només poden provocar el menyspreu i l'alienació continuada de la comunitat més àmplia de l'assistència sanitària i del públic a qui tots servim."